# Гресько Микола Павлович
Гресько Микола Павлович — український кінооператор. Член Національної спілки кінематографістів України.

## Біографія
Народився 8 грудня 1959 р. у с. Ятранівка Черкаської обл. Закінчив Київський державний інститут театрального мистецтва ім. І. Карпенка-Карого (1982).

## Фільмографія
Зняв на студії «Укркінохроніка» стрічки:
- «Час особистості» (1987),
- «Так і живемо» (1989),
- «Я є народ» (1990, у співавт.),
- «Розторгнення договору» (1991, у співавт., Гран-прі «Золотий Дракон», XXVIII МКФ, Краків, 1991),
- «Кров людська...» (1995, у співавт.),
- «Сон в руку» (1997).